# 长萼野海棠
长萼野海棠（学名：Bredia longiloba）为野牡丹科野海棠属下的一个种。

## 扩展阅读
- 維基物種上的相關：长萼野海棠